# Kabinett Steinbrück
Das Kabinett Steinbrück bildete vom 12. November 2002 bis zum 24. Juni 2005 die Landesregierung von Nordrhein-Westfalen.
| Amt                                                             | Name              | Partei | Partei     |
| --------------------------------------------------------------- | ----------------- | ------ | ---------- |
| Ministerpräsident                                               | Peer Steinbrück   |        | SPD        |
| Stellvertreter des Ministerpräsidenten                          | Michael Vesper    |        | B’90/Grüne |
| Städtebau und Wohnen, Kultur und Sport                          | Michael Vesper    |        | B’90/Grüne |
| Finanzen                                                        | Jochen Dieckmann  |        | SPD        |
| Inneres                                                         | Fritz Behrens     | SPD    |            |
| Justiz                                                          | Wolfgang Gerhards | SPD    |            |
| Gesundheit, Soziales, Frauen und Familie                        | Birgit Fischer    | SPD    |            |
| Schule, Jugend und Kinder                                       | Ute Schäfer       | SPD    |            |
| Umwelt und Naturschutz, Landwirtschaft und Verbraucherschutz    | Bärbel Höhn       |        | B’90/Grüne |
| Verkehr, Energie und Landesplanung                              | Axel Horstmann    |        | SPD        |
| Wirtschaft und Arbeit                                           | Harald Schartau   | SPD    |            |
| Wissenschaft und Forschung                                      | Hannelore Kraft   | SPD    |            |
| Geschäftsbereich des Ministerpräsidenten (bis 15. Oktober 2004) | Wolfram Kuschke   | SPD    |            |
| Bundes-, Europaangelegenheiten und Medien (ab 15. Oktober 2004) | Wolfram Kuschke   | SPD    |            |